# Studi sulle donne
Gli studi sulle donne (in inglese Women's Studies) sono un campo accademico che si avvale di metodi femministi e interdisciplinari per porre le vite e le esperienze delle donne al centro dell'indagine, esaminando al contempo i costrutti sociali e culturali del genere, i sistemi di privilegio e oppressione, e le relazioni tra potere e genere mentre si intrecciano con altre identità e posizioni sociali, quali razza, orientamento sessuale, classe socio-economica e disabilità.
Concetti popolari correlati al campo degli studi sulle donne includono la teoria femminista, la teoria della posizione, l'intersezionalità, il multiculturalismo, il femminismo transnazionale, la giustizia sociale, gli studi sugli affetti, l'agenzia, la biopolitica, il materialismo e l'incarnazione. Le pratiche e le metodologie di ricerca associate agli studi sulle donne comprendono l'etnografia, l'autoetnografia, i gruppi di focus, i sondaggi, la ricerca basata sulla comunità, l'analisi del discorso e le pratiche di lettura legate alla teoria critica, al post-strutturalismo e alla teoria queer. Il campo indaga e critica le diverse norme sociali relative a genere, razza, classe, sessualità e altre disuguaglianze sociali.

## Tradizioni teoriche e metodi di ricerca
I primi corsi e curricula negli studi sulle donne erano spesso guidati dalla domanda "Perché le donne non sono incluse? Dove sono le donne?". Cioè, man mano che sempre più donne si facevano strada nell'istruzione superiore sia come studentesse che come docenti, sono emerse delle questioni riguardo alla natura maschilista della maggior parte dei corsi e dei programmi. Le docenti in dipartimenti tradizionali come storia, inglese e filosofia iniziarono a proporre corsi incentrati sulle donne. Partendo dal principio del movimento femminile secondo cui "il personale è politico", si svilupparono anche corsi incentrati sulla politica sessuale, sul ruolo delle donne nella società e sui modi in cui le esperienze personali delle donne riflettono le strutture di potere più ampie.
Dal 1970, gli studiosi di studi sulle donne hanno adottato approcci post-moderni per comprendere il genere e le sue intersezioni con razza, classe, etnia, sessualità, religione, età e (dis)abilità, al fine di produrre e mantenere strutture di potere all'interno della società. Con questa svolta, si è posta particolare attenzione al linguaggio, alla soggettività e all'egemonia sociale, nonché a come le vite dei soggetti, indipendentemente da come si identificano, vengono costituite. Alla base di queste teorie c'è l'idea che, qualunque sia l'identità individuale, genere, sesso e sessualità non sono elementi intrinseci, bensì costruzioni sociali.
Le principali teorie impiegate nei corsi di studi sulle donne includono la teoria femminista, l'intersezionalità, la teoria del punto di vista, il femminismo transnazionale e la giustizia sociale. Le pratiche di ricerca associate a questo campo pongono le donne e le loro esperienze al centro dell'indagine, utilizzando metodi quantitativi, qualitativi e misti. I ricercatori femministi riconoscono il loro ruolo nella produzione della conoscenza e rendono esplicito il rapporto tra il ricercatore e il soggetto della ricerca.

### Teoria femminista
La teoria femminista si riferisce al corpo di scritti che si occupa di affrontare la discriminazione di genere e le disparità, riconoscendo, descrivendo e analizzando le esperienze e le condizioni di vita delle donne.
Teoriche e scrittrici come bell hooks, Simone de Beauvoir, Patricia Hill Collins e Alice Walker hanno contribuito al campo della teoria femminista, in particolare evidenziando i modi in cui razza e genere si influenzano reciprocamente nelle esperienze delle donne di colore, con opere quali Feminist Theory: From Margin to Center (hooks), In Search of Our Mothers' Gardens (Walker) e Black Feminist Thought: Knowledge, Consciousness, and the Politics of Empowerment (Collins).
Alice Walker ha coniato il termine "womanism" per inquadrare le esperienze delle donne nere nella loro lotta per il cambiamento sociale e la liberazione, celebrando al contempo la forza, la cultura e la bellezza di queste donne.
Patricia Hill Collins ha introdotto il concetto di "matrice della dominazione" nella teoria femminista, che riconcettualizza razza, classe e genere come sistemi interconnessi di oppressione che modellano le esperienze di privilegio e oppressione.

### Intersezionalità
L'intersezionalità è un modo di comprendere e analizzare la complessità delle persone, delle esperienze umane e della società. Associata alla terza ondata femminista, la teoria dell'intersezionalità di Kimberlé Crenshaw è diventata il principale quadro teorico attraverso il quale vari studiosi femministi discutono la relazione tra le identità sociali e politiche di un individuo — quali genere, razza, età e orientamento sessuale — e la discriminazione sociale subita. L'intersezionalità sostiene che tali relazioni debbano essere considerate per comprendere le gerarchie di potere e privilegio, nonché gli effetti in cui esse si manifestano nella vita di un individuo. Anche se gli eventi e le condizioni della vita sociale e politica sono spesso ritenuti il risultato di un solo fattore, l'intersezionalità teorizza che l'oppressione e l'ineguaglianza sociale derivino da come gli individui potenti valutino la combinazione di vari fattori, sottolineando che la discriminazione è determinata dal potere e non dall'identità personale.

### Teoria del punto di vista
La teoria del punto di vista, nota anche come teoria del punto di vista femminista, si sviluppò negli anni '80 come mezzo per esaminare in modo critico la produzione della conoscenza e i relativi effetti sulle pratiche di potere. Essa si fonda sull'idea che la conoscenza sia situata socialmente e che gruppi sottorappresentati e minoranze siano stati storicamente ignorati o emarginati nella produzione del sapere. Emergendo dal pensiero marxista, la teoria del punto di vista sostiene un'analisi in grado di sfidare l'autorità delle "verità" politiche e sociali.
La teoria del punto di vista assume che il potere risieda esclusivamente nelle mani degli uomini, in considerazione del fatto che il processo decisionale nella società è strutturato esclusivamente per e dagli uomini. Un esempio della sua applicazione nella società si riscontra nei processi di analisi politica, un ambito quasi interamente dominato dagli uomini. Inoltre, da una prospettiva marxista, Karl Marx aveva espresso l'idea che chi detiene il potere sia incapace di comprendere le prospettive di coloro sui quali esercita il proprio dominio, evidenziando così l'incapacità degli uomini di afferrare appieno l'oppressione che le donne subiscono nella società.

### Teoria femminista transnazionale
Il femminismo transnazionale si occupa del flusso verso l'uguaglianza sociale, politica ed economica tra donne e uomini oltre confine, rispondendo direttamente ai fenomeni della globalizzazione, del neoliberismo e dell'imperialismo.
Gli studi sulle donne hanno iniziato ad integrare la teoria femminista transnazionale nei loro curricula come mezzo per interrompere e sfidare i modi in cui il sapere relativo al genere viene prioritizzato, trasmesso e circolato all'interno del campo e dell'accademia.
La teoria femminista transnazionale continua a mettere in discussione le divisioni tradizionali della società, divisioni che sono fondamentali per la politica e per le credenze culturali vigenti.
Un riconoscimento chiave che emerge da questa prospettiva è che il genere è, è stato e continuerà ad essere, un'impresa globale.
Inoltre, una prospettiva femminista transnazionale afferma che la mancanza di attenzione verso le ingiustizie culturali ed economiche legate al genere, conseguente alla globalizzazione, può contribuire al rafforzamento delle disuguaglianze di genere a livello globale; tuttavia, ciò può verificarsi solo quando si occupano posizioni soggettive privilegiati a livello globale.

### Giustizia sociale
Fin dalle sue origini e dal suo legame con il movimento femminista, l’attivismo è stato un pilastro degli studi femminili. Col tempo, la giustizia sociale è divenuta un elemento chiave dei corsi, dei programmi e dei dipartimenti di Women’s Studies. La teoria della giustizia sociale si concentra sulla lotta per comunità eque non a livello individuale, ma per l’intera società.
Gli studenti di studi femminili partecipano a progetti di giustizia sociale, sebbene alcuni studiosi e critici esprimano perplessità riguardo all’obbligo di coinvolgere gli studenti in attività di attivismo e/o lavori di giustizia sociale.
Gli studi femminili non si limitano ad affrontare temi come la violenza domestica, la discriminazione sul posto di lavoro e le differenze di genere nella divisione del lavoro domestico; offrono anche una base per comprendere le cause profonde di questi fenomeni, che costituisce il primo passo verso un miglioramento della vita delle donne.

## Critica accademica interna
Nel libro Professing Feminism: Education and Indoctrination in Women's Studies, trenta accademici di studi sulle donne si sono uniti per criticare le “condizioni malsane e le tendenze autodistruttive che sembrano essere intrinseche a molti programmi di studi sulle donne”. I professori hanno riferito, inoltre, di non poter “discutere le loro preoccupazioni riguardo a questo anti-intellettualismo bellicoso con altri membri della facoltà di studi sulle donne”, lamentando una “costante enfasi sulla purezza politica… sia da parte di studenti che di professori”.